# Screener
Screener (termo em inglês derivado de screen - tela) é o nome que se dá, na indústria cinematográfica, a uma cópia de um filme em vídeo ou DVD, enviada antes do lançamento nos cinemas, aos críticos, jurados de prêmios, lojas de vídeo (para o gerente e empregados), e outros profissionais da indústria do cinema, incluindo produtores e distribuidores. Normalmente, cada cópia "screener" é enviada com marcas distintivas, o que permite as cópias serem rastreadas até a fonte - o que não impede que sejam fontes de pirataria.

## Uso na pirataria
No ano de 2003 a MPAA (Motion Picture Association of America) anunciou que estava interrompendo a distribuição de screeners aos sócios da Academia, por receio de que pudessem servir para a pirataria. Um grupo de produtores independentes, entretanto, processou a entidade, ganhando na justiça, de modo que a MPAA restabeleceu a distribuição das cópias após a implementação de uma nova política em que os recebedores assinavam um contrato no qual se comprometiam a não partilhar os screeners com outros.
Em janeiro de 2004, entretanto, o membro da Academia, Carmine Caridi, foi anunciado como "pessoa de interesse" (person of interest) numa investigação do FBI que apurava a pirataria de filmes. Em seguida ele foi expulso da Academia, quando se levantou a suspeita de que teria enviado cerca de trezentos screeners a um contato em Illinois, num período de cinco anos. Foi determinado, em seguida, que pagasse à Warner Brothers a importância de 150 mil dólares por título, por infringir os direitos autorais dos filmes Mystic River e The Last Samurai.

## Significado em pirataria
Quando essas cópias são "desviadas" para pirataria, o filme geralmente é convertido para formatos de padrão AVI (DivX ou XviD) e possuem uma qualidade de imagem e som inferior aos originais, para facilitar a transmissão pela internet.